# Beach House (album)
Pour les articles homonymes, voir Beach House (homonymie).
Albums de Beach House
Devotion
(2008)
Beach house est le premier album studio du duo de dream pop américain Beach House, sorti le 3 octobre 2006.

## Liste des pistes
| 1.    | Saltwater                                                                        | 2:55 |
| 2.    | Tokyo Witch                                                                      | 3:42 |
| 3.    | Apple Orchard                                                                    | 4:31 |
| 4.    | Master of None                                                                   | 3:19 |
| 5.    | Auburn and Ivory                                                                 | 4:30 |
| 6.    | Childhood                                                                        | 3:35 |
| 7.    | Lovelier Girl (reprise de "The Snowdon Song" de Tony, Caro and John)             | 3:02 |
| 8.    | House on the Hill                                                                | 3:14 |
| 9.    | Heart and Lungs (contient la chanson cachée "Rain in Numbers" commençant à 5:25) | 7:50 |
| 36:38 |                                                                                  |      |